# Digression
Vous lisez un « bon article » labellisé en 2011.

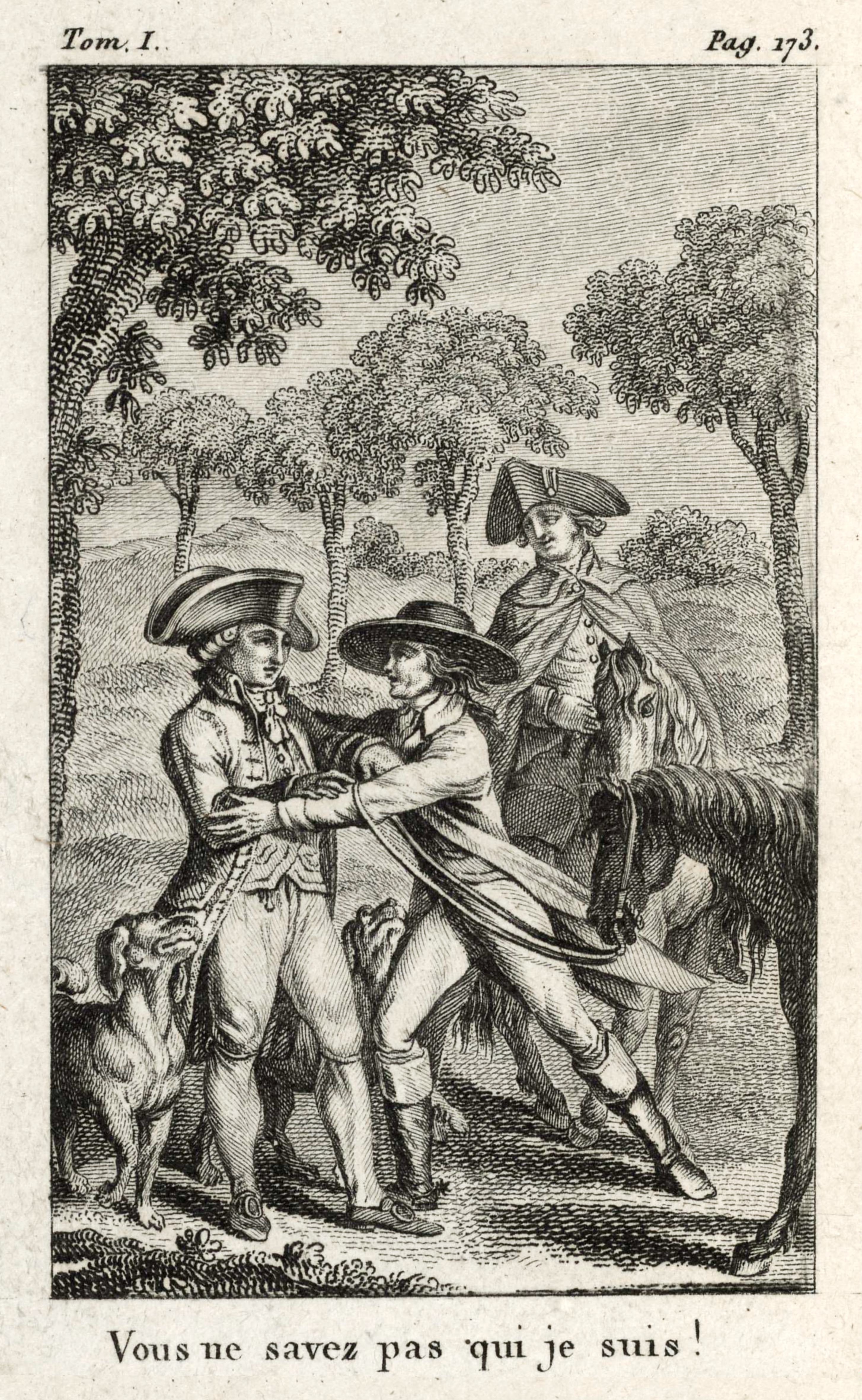
Mais si vous m'interrompez, lecteur, et si je m'interromps moi-même à tout coup, que deviendront les amours de Jacques ? Croyez-moi, laissons-là le poète…
L'hôte et l'hôtesse s'éloignèrent…
— Non, non, l'histoire du poète de Pondichéry.
— Le chirurgien s'approcha du lit de Jacques…
— L'histoire du poète de Pondichéry, l'histoire du poëte de Pondichéry

Une digression (du latin digressio, du verbe digredi signifiant « action de s’éloigner » ; en grec : « παρέκβασις (parékbasis) ») est une figure de style qui consiste en un changement temporaire de sujet dans le cours d'un récit, et plus généralement d'un discours, pour évoquer une action parallèle ou pour faire intervenir le narrateur ou l'auteur (c'est l'épiphrase pour le roman, ou la parabase pour le genre théâtral).
Quoique le rhéteur Hermagoras de Temnos fasse de la digression une véritable partie du discours, elle est considérée comme un ornement inutile par la rhétorique antique et critiquée par Cicéron. La digression est cependant une technique narrative éprouvée. Elle permet de dilater le récit, de ménager des pauses, de divertir ou d'ironiser, ou, enfin, d'insérer un commentaire de l'auteur. La digression, qui se distingue de la parenthèse, constitue en effet une pause dans la narration, soit à une fin ludique (sans relation au fait principal raconté) soit à une fin explicative lorsque le narrateur veut éclairer un point de l'histoire, soit enfin dans un objectif métadiscursif, c'est-à-dire de réflexion sur le discours lui-même. Si elle peut être rapide et ne constituer qu'un moment sans enjeu, elle est cependant très utilisée pour interroger le lecteur. En ce sens, elle peut être un ressort des stratégies discursives de l'auteur.
Plusieurs œuvres utilisent la digression comme un moyen de réinterroger le discours, parmi lesquels : Confessions d'un Anglais mangeur d'opium (1821) de Thomas de Quincey, Vie et opinions de Tristram Shandy, gentilhomme de Laurence Sterne (1760) ou encore Jacques le fataliste et son maître (1796) de Denis Diderot. Le cinéma y a également recours, ainsi que la composition musicale.

## Nature et types

### Nature

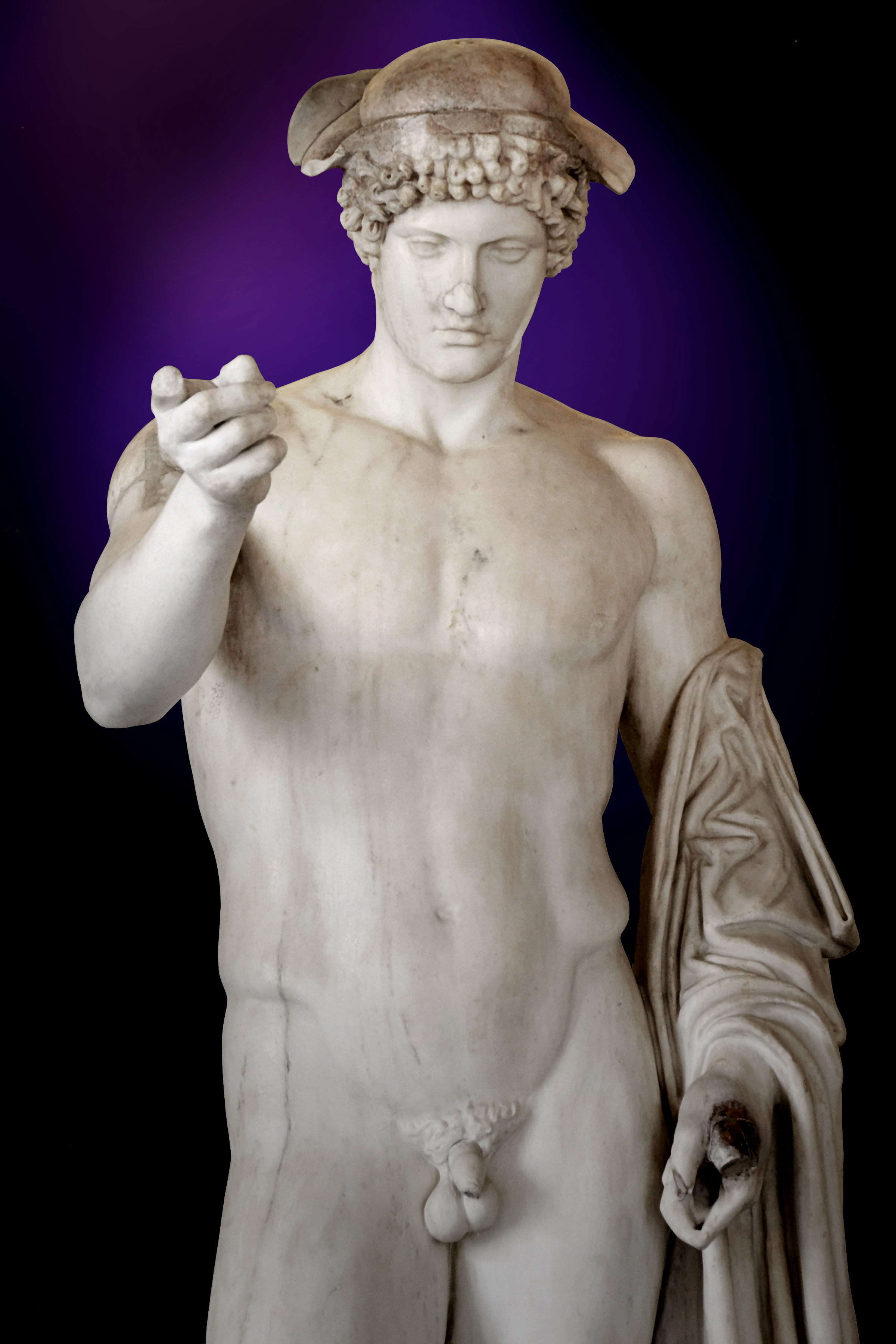
' (fin du Ier siècle–début du IIe siècle ap. J.-C.).

De manière générale, la digression induit une divergence de propos, dans le cours d'un discours :
ex. : « Un jour que, entièrement dégoûté de Paris… et voici pourquoi j'étais dégoûté de Paris : ma bonne amie (…) » — Alphonse Allais, Plaisir d'humour
Elle peut être signalée par l'usage de parenthèses typographiques, mais elles ne sont pas obligatoires. La digression est une figure de l'organisation générale du discours si bien que, pour Randa Sabry, elle est un véritable « espace textuel qui se désolidarise de l'histoire pour parler d'autre chose » et qui introduit au sein de la linéarité du texte une hétérogénéité discursive.
L'importance et l'écart du propos par rapport à celui qui est principal détermine l'intensité de la figure ; ainsi pour Antoine Furetière, dans son Dictionnaire universel de 1690, la digression est un :

« discours qui s'écarte et qui sort du principal sujet pour en traiter un autre, qui y doit avoir quelque rapport. (…) On pardonne les digressions quand elles sont courtes et à propos. La digression doit avoir une place, une fonction et des proportions adéquates »

— Furetière, Dictionnaire universel.
La digression est souvent introduite dans le texte principal par deux moyens. D'une part, elle peut être marquée par une subordonnée relative, dont la fonction est ordinairement d'ordre complétif (on peut parler de « discours inséré »), et qui remplace la proposition incidente, constituant, lorsqu'elle est brève, une parenthèse rhétorique (voir infra) :
ex. : « C'est ici que se dressent ces étranges actions de grâce, élancements de la reconnaissance, que j'ai rapportées textuellement au début de ce travail et qui pourraient lui servir d'épigraphe » — Charles Baudelaire, Les Paradis artificiels.
D'autre part, la digression peut ne pas être signalée, et alors aucune indication morphosyntaxique ne permet de la distinguer du texte principal :
ex. : « Mais ainsi que l'a dit, je crois, Robespierre, dans son style de glace ardente, recuit et congelé comme l'abstraction : « l'homme ne voit jamais l'homme sans plaisir! » — Charles Baudelaire, Les Paradis artificiels »
Le vocable de « disgression » est parfois utilisé comme synonyme, mais ce dernier est souvent considéré comme un barbarisme.

### Types de digressions
Deux types de digressions existent : la « digression rhétorique » d'une part et la « digression narrative » d'autre part. Toutes deux introduisent une nouvelle action (dans le discours oral pour la première, dans le récit pour la seconde) au sein du cadre référentiel du texte. Cependant, ces deux types peuvent être considérés comme une seule et même forme selon Aude Déruelle, et qu'elle nomme : la « digression diégétique ». Une seconde forme existe ensuite, tenant de l'épiphrase : la « digression discursive » (voir infra).

#### Digression rhétorique
À l'origine, en rhétorique, la digression (digressio en latin) est la partie du discours judiciaire qui sort du sujet principal, mais avec l'intention de mieux disposer l'auditoire qu'il s'agit de distraire par des informations accessoires. Dès Aristote, la digression entre dans une stratégie globale d'éloquence. Pour le rhéteur romain Quintilien :

« une digression acceptable doit être brève et pertinente »

— Quintilien, Institution oratoire
Selon lui, l'orateur ne doit pas « faire entrer de force, à la manière d’un coin [« per vim cuneatur »] » la digression dans le sujet. Elle doit, si jamais elle est nécessaire, « se faire en peu de mots [« breviter »] ». Quintilien déconseille par conséquent la digression trop longue, susceptible d’ennuyer l'auditoire et de lui faire oublier le sujet du discours. Cependant, pour Cicéron, comme pour Quintillien, lorsqu'elle ne concerne pas un discours sérieux, la digression participe du caractère plaisant et divertissant,. En somme, la digression est définie par Cicéron « comme un détournement du sujet principal » (« declinare a proposito ») et par Quintilien comme « une invitation à se détourner du droit chemin [du propos] » (« a recto itinere declinet oratio »).
Il peut aussi s'agir d'exposer des faits ou des événements tragiques dans un contexte religieux, ce qui en atténue les effets, comme dans les Oraisons funèbres de Bossuet. La digression permet de préciser un propos obscur, en philosophie ; elle consiste alors souvent en une image ou une métaphore à portée heuristique. Blaise Pascal en fait un usage didactique : il s'agit pour lui, dans le cours de son propos, d'amener le lecteur à entrevoir la réconciliation des points de vue mystique et rationnel, explique Pierre Magnard.
La digression peut enfin renforcer la tension par une suspension du thème central, au moment d'un tournant décisif, ce qui créé un effet de retardement. Cependant, d'après Aude Déruelle, la digression est globalement critiquée par la rhétorique, et ce depuis l’Antiquité. Elle est encore, dans la pensée de Furetière, une technique péjorative, un « vice d'éloquence » dans lequel l'orateur tombe en s'écartant de son sujet.

#### Digression narrative

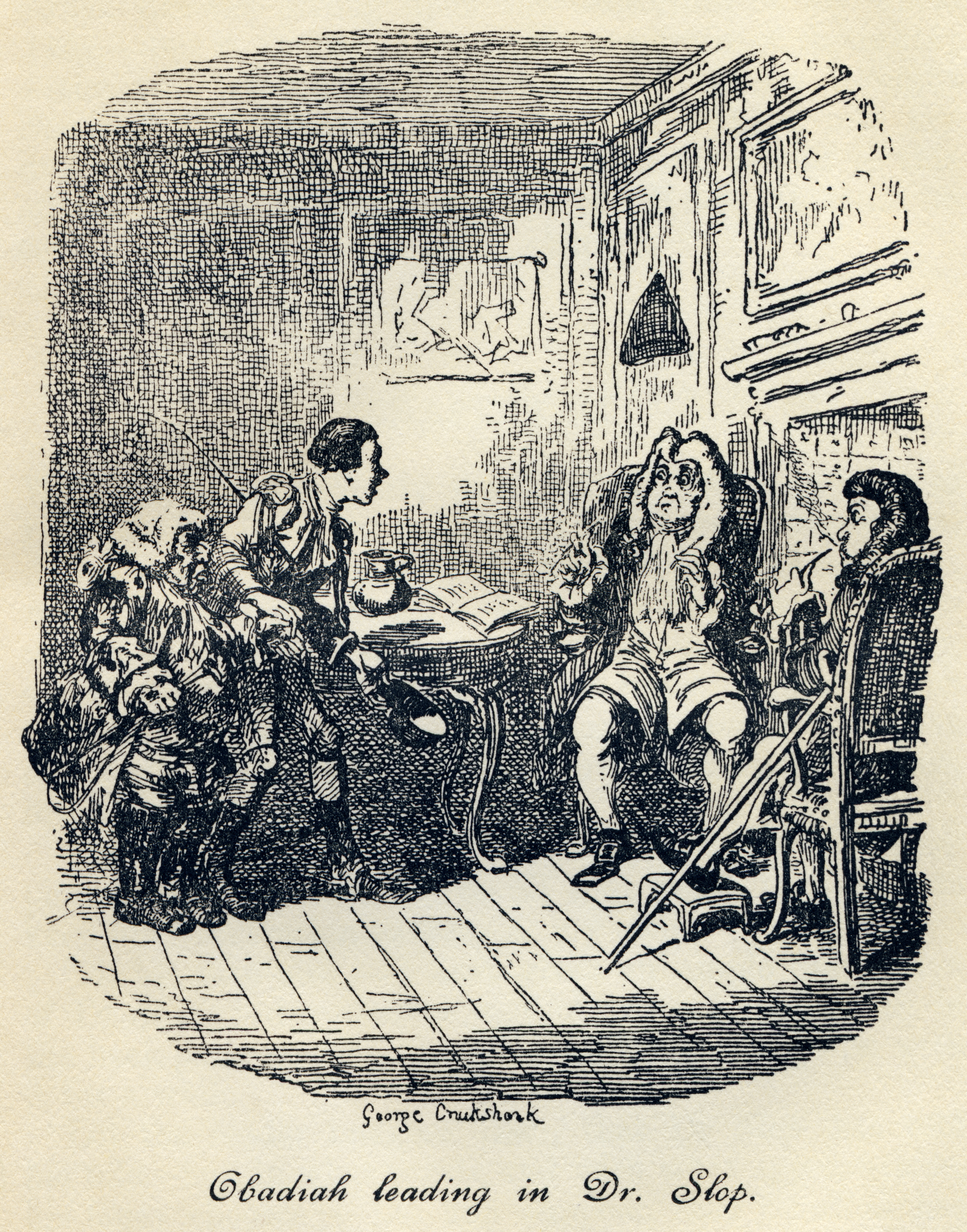
Illustration d'un épisode digressif dans le récit de Laurence Sterne, Vie et opinions de Tristram Shandy, gentilhomme, par George Cruikshank (édition de 1906).

Au sein d'une œuvre littéraire, il s'agit d'un développement plus ou moins long permettant d'exprimer une opinion ou de faire intervenir une action annexe. Bernard Dupriez la définit comme :

« un endroit d'un ouvrage où l'on traite de choses qui paraissent hors du sujet principal, mais qui vont pourtant au but essentiel que s'est proposé l'auteur »

— Bernard Dupriez, Gradus.
Elle peut concerner des épisodes entiers, interpolés dans le cours du récit. Les quatre narrations intervenant dans La Princesse de Clèves (1678), qui n'ont aucun rapport direct avec l'intrigue principale, sont un exemple de digression portant sur des épisodes entiers. Dès l'Antiquité, la digression permet de créer un effet de suspense. Homère est ainsi considéré comme « le maître de la digression ». Polybe en fait son apologie, par opposition à la narration continue et linéaire (τὸ συνεχές). La digression repose en effet le lecteur.
Comme technique narrative, la digression a été abondamment mobilisée au cours de la seconde moitié du XVIIIe siècle, chez les auteurs de l'anti roman, à tel point qu'elle est devenue un ressort de construction, notamment dans Vie et opinions de Tristram Shandy, gentilhomme de Laurence Sterne (1760) et dans Jacques le fataliste et son maître (1796) de Denis Diderot. La nouvelle de Voltaire intitulée justement Petite digression (1766) est également composée de digressions rapides. Cependant, « la digression est vue comme superflue par bon nombre de critiques et de traducteurs et se retrouve tout au bas de la hiérarchie des formes romanesques » rappelle Savoyane Henri-Lepage.
Au sein d'un texte d'archéologie ou de philologie, une digression à propos d'un écrit d'auteur ancien se nomme plus spécifiquement « excursus » selon Aristide Quillet et Richard A. Lanham (en).

## Limites de la digression

### Pause narrative
La longueur de la digression conditionne l'existence de la figure mais tout écart par rapport au propos initial n'est pas forcément une narration digressive. La « pause » (au sens narratologique) est, selon Gérard Genette, souvent confondue avec la digression alors qu'elle ne modifie, contrairement à cette dernière, que le cadre spatio-temporel du discours. La pause descriptive notamment est souvent prise pour une digression, à tort. La pause narrative, quant à elle, introduit le plus souvent une analepse ou une prolepse permettant d'éclairer un point du texte-cadre. Par conséquent, le développement excessif d'un sujet ne correspond pas forcément à une digression.
Selon Savoyane Henri-Lepage, la digression peut être cependant apparentée à la description car ces « des deux structures narratives – description et digression – interrompent la linéarité du récit et contiennent des « détails » ». Cependant, la digression écarte encore plus le lecteur du sujet initial que ne le fait la description. Selon Christine Montalbetti et Nathalie Piegay-Gros, la digression « abuse de la mémoire [du lecteur] (…) et embrouille son esprit ». Il est en effet compliqué pour le lecteur d'avoir toujours en tête le dénouement du récit et ce en raison des écarts réalisés par les digressions. Pour Florence Klein, dans le système rhétorique antique, la course d'Atalante contre Hippomène au livre X des Métamorphoses d'Ovide représente un véritable art poétique des deux types de narration. L'épisode du retard (mora) accumulé par Atalante pour attraper la première pomme figure l’allongement du texte qui s’attarde et digresse alors que la course qui suit évoque la brièveté (brevitas) et « la condamnation de la digression ».

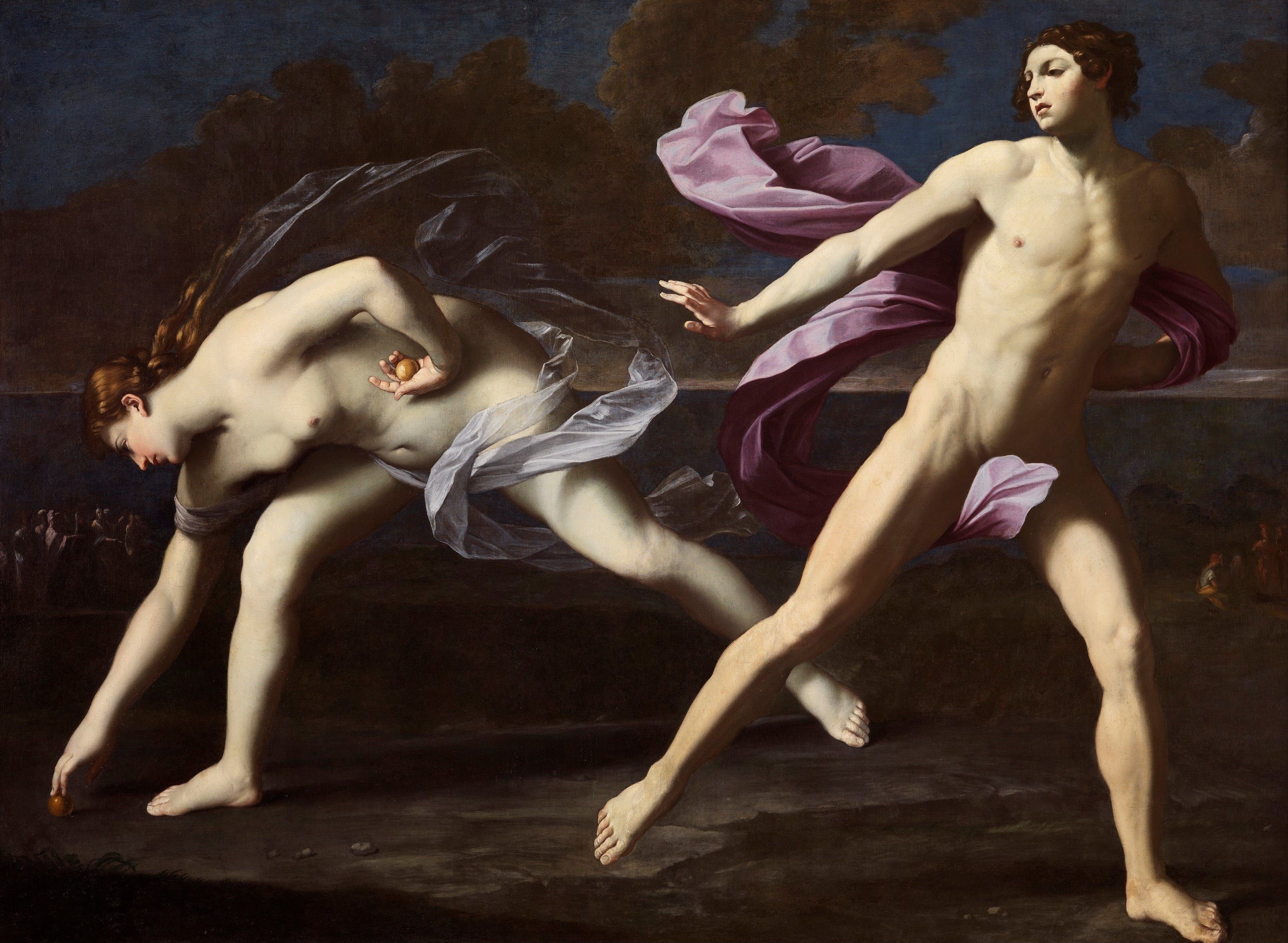
Hippomène et Atalante (v. 1615-1625), de Guido Reni.

### Parenthèse
Ne pas confondre avec la « Parenthèse » (sens typographique).
Dans son sens stylistique, la parenthèse est une courte digression destinée à faire dévier légèrement un propos de son sujet initial, tout en restant bref et sans perdre de vue ce dernier. Elle est souvent employée comme synonyme de la digression dans la langue courante, même si elle ne saurait s'y confondre, explique Patrick Bacry. Elle est en effet signalée par des tirets ou des parenthèses typographiques.
Elle constitue par ailleurs une mise en valeur et une précision d'utilité au propos, marquée par des propositions incidentes le plus souvent. Enfin, elle est de taille modeste, contrairement à la digression, qui est « un procédé beaucoup plus large, produisant des développements de dimension très variable ».

### Digression exagérée
L'utilisation massive de la digression, voire son abus, constitue la parembole, figure de style qui se définit par : l'inclusion dans une phrase ou à un ensemble de phrases des parenthèses discursives dans lesquelles le sens de la phrase incidente a un lien sémantique direct avec le sujet de la phrase principale.
ex. : « Il y a, sur tous les visages attentifs, l'oblique arrivée des choses dites, par les écouteurs où dix langues traduisent, et vers la fin de ce que je dis ce mouvement vers moi d'un petit peuple, on dirait d'enfants, qui m'assaille d'une sorte de chant de cigales (…) » — Louis Aragon, La Mise à Mort
La digression exagérée est l'objet de mépris depuis la rhétorique antique. Ainsi, Lucien de Samosate dans La Manière d’écrire les histoires critique les digressions trop longues (« longa mora ») et inutiles employées par les historiens sans envergure. Rabelais écrit une critique romancée et satirique de cette technique facile, dans le chapitre 32 de Pantagruel (1532), intitulé « Le célèbre voyage d’Alcofribas dans la bouche de Pantagruel ». Érasme blâme également l'emploi immodéré de la figure. Gérard Milhe Poutingon rappelle que l'origine de cette méfiance peut se voir dans la relation que les Latins établissent entre l'inflation du discours et la vanité du locuteur.
Certains récits utilisent des digressions exagérées pour intégrer des actions nouvelles ; c'est le cas des Mille et une Nuits, ou du Manuscrit trouvé à Saragosse de Jean Potocki, mais aussi du Décaméron et de l'Heptaméron. Pour Tzvetan Todorov, les personnages narrateurs (les « hommes-récits ») ont pour rôle de conduire l'emboîtement de ces récits secondaires au sein du récit-cadre. Le déroulement de l'intrigue est donc lié aux protagonistes et « l'apparition d'un nouveau personnage entraîne immanquablement l'interruption de l'histoire précédente, pour qu'une nouvelle histoire, celle qui explique le « je suis ici maintenant » du nouveau personnage, nous soit racontée. » Cette « histoire seconde (…) englobée dans la première » se nomme l'« enchâssement » n'est cependant plus une digression car elle initie une nouvelle action.

### Perte du discours
À la Renaissance, la digression « inconvenante », hors les limites du texte, est perçue comme la caractéristique du discours des aliénés. Pierre de Ronsard appelle à se méfier de cette dérive, en poésie :

« (…) je n’entends toutefois ces inventions fantastiques et mélancoliques, qui ne se rapportent non plus l’une à l'autre que les songes entrecoupés d’un frénétique, ou de quelque patient extrêmement tourmenté de la fièvre, à l’imagination duquel, pour être blessée, se représentent mille formes monstrueuses sans ordre ni liaison »

— Pierre de Ronsard, Abrégé de l'Art poétique français.
La perte du discours initial est condamnée en littérature classique. En stylistique, lorsque la digression brouille le propos et le rend confus voire incompréhensible à force de dérive, on parle de « synchise ». Selon Chantal Talagrand, la dérive digressive dans le discours littéraire peut s'apparenter à une « levée du refoulement » psychanalytique, voulu ou involontaire. Les enchaînements digressifs sont en effet similaires à ceux ayant lieu dans la méthode de l'association libre

## Usage stylistique

### Formules digressionnistes
Les digressions sont annoncées, dans le cours du propos principal, par un ensemble de moyens linguistiques, étudiés par Gérard Milhe Poutingon. Ces « formules digressionnistes » consistent le plus souvent à introduire une digression en invoquant l’occasion. Jacques Peletier du Mans résume ainsi un modèle de digression dans l’Énéide de Virgile :
ex. : « Et lors s’ouvrent les préparatifs de la guerre : et par occasion se décrivent les Rois, Ducs, et Seigneurs, qui apportèrent les armes au parti de Turne (…) »
Selon Gérard Milhe Poutingon, les digressionnistes de la Renaissance utilisent couramment un cliché littéraire « consistant à s’avouer contraint de digresser sous l’action d’une force extérieure plus ou moins négative », ou d'un être transcendant. Les figures de l’épanorthose ou de la palinodie permettent d'insérer une digression à propos, comme dans ces vers du poète Louis Des Masures :
ex. : « Mais à quoi faire vais-je ainsi au long racontant par le menu toutes ces choses hors de saison ? et comment m’oublié-je ainsi et moi et vous ? Qu’est-il besoin que j’étende davantage cette narration, m’allant précipiter en une mer ? »
Cependant, « l’un des procédés les plus courants consiste à présenter la digression comme l’effet d’une nécessité », ce qui se signale par l'utilisation du verbe impersonnel « falloir » :
ex. : « Dussiez-vous, mon ami, me comparer à ces chiens de chasse mal disciplinés, qui courent indistinctement tout le gibier qui se lève devant eux ; puisque le propos est jeté, il faut que je le suive »

### Distraction et ironie

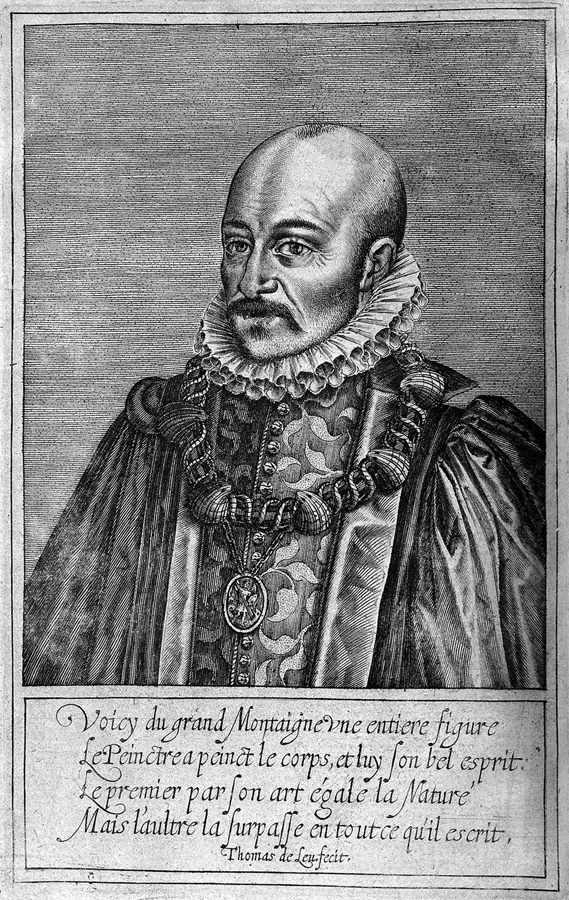
Estampe représentant Montaigne, par Thomas de Leu, et ornant l'édition des Essais de 1608.

La digression, qu'elle soit rhétorique ou narrative, « concourt toujours au but que s'est fixé l'énonciateur. » Elle a souvent pour but de distraire le lecteur ou le spectateur, en particulier dans les textes classiques. Selon Bernard Dupriez, le procédé de la digression « ne favorise pas la clarté » et concurrence celui du coq-à-l'âne ; il peut aussi parfois tourner au verbiage et obscurcir le propos. Pour Patrick Bacry, l'auteur donne le sentiment de « saisir au vol » le nouveau sujet qui se présente à lui.
La digression peut aussi être un moment de réflexion, voire de mise en abyme poétique, comme dans le chapitre « De la vanité » des Essais de Montaigne, dans lequel l'auteur s'interpelle lui-même, cite un vers de Virgile, signalant de fait sa conscience de dévier de son sujet initial (« Quo diversus abis ? » : « Où vas-tu t'égarer ? »). Il compare implicitement son texte à une « farcissure », c'est-à-dire à une volaille dont les digressions seraient la farce. La digression, quand elle est recherchée, conduit souvent à l'ironie, procédé dont Montaigne use sans cesse. Dans Les Paradis artificiels, Baudelaire y a également recours lorsque, interrompant son récit, il lance :
ex. : « Puisse ce legs n’être remis que dans un temps infiniment reculé ; puisse ce pénétrant écrivain, ce malade charmant jusque dans ses moqueries, nous être conservé plus longtemps encore que le fragile Voltaire, qui mit, comme on a dit, quatre-vingt-quatre ans à mourir! » — Charles Baudelaire, Les Paradis artificiels
L'anti roman du XVIIIe siècle, notamment les écrits de George Eliot, use des digressions comme des situations d’élocution particulières, mêlant ton ironique et registres langagiers.

### Esthétique de l'instant
Muse, reprend l’aviron, 

Et râcle la prochaine onde

Qui nous baigne à l’environ

Sans être ainsi vagabonde
— Pierre de Ronsard, Au Roy Henry II sur la paix

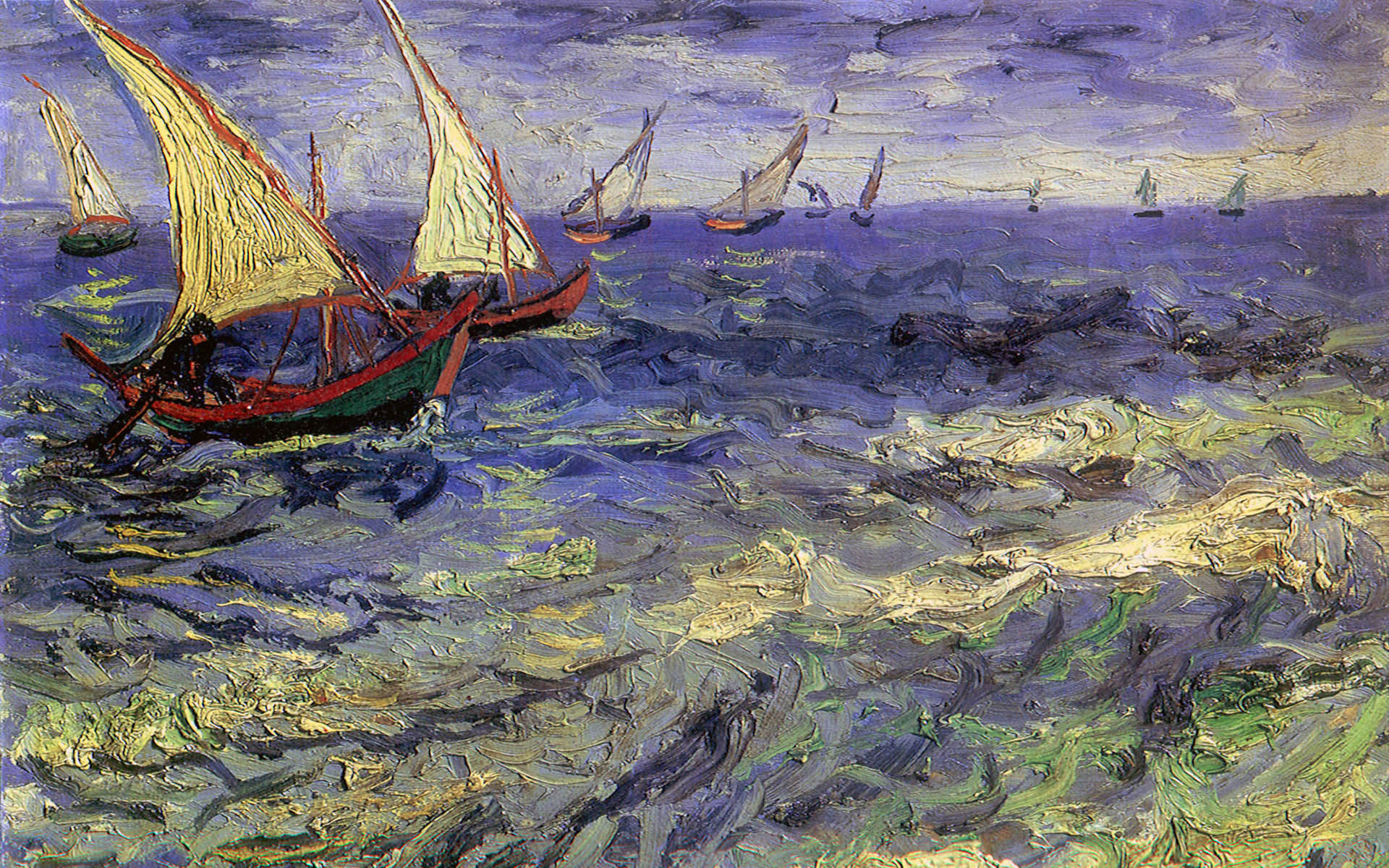

La digression, comme autant de « feintes », sert, selon Randa Sabry des « stratégies discursives » qui concourent à créer une véritable « représentation du débord » en littérature, existant déjà dans la rhétorique antique. Pierre Bayard parle notamment d'un espace « hors sujet ». Elle n'est cependant réhabilitée que lors du romantisme, qui y voit une forme de subversion et de transgression apte à critiquer les canons antérieurs. Espace de l'hétérogénéité et de la polyphonie, la digression narrative contribue à créer dans les œuvres y recourant une esthétique de l'instant et de l'authenticité. Pour Pierre Bayard, la digression favorise, dans l'œuvre de Proust, la création d'une « rhétorique mouvante ».
Pour Randa Sabry, l'étude de la digression et de ses manifestations stratégiques au sein de l'économie textuelle permet de retracer une « histoire de l'illisibilité » en littérature, mais aussi dans le débat politique, la publicité, et même l'image. Dans Middlemarch (1871), George Eliot a été critiquée par ses contemporains pour faire des multiples digressions d'auteur (« authorial intrusions ») dans le récit le « lieu de rencontre par excellence de l’intellectualisme, du philosophique et du discursif », autant d'éléments qui « n’ont pas leur place au sein du roman » et qui diluent l'homogénéité narrative selon ses détracteurs.
De ce fait, dans l'imaginaire littéraire, « la parole digressive sera donc métaphorisée par une image maritime », au moyen de champs lexicaux liés à la mer, à la navigation. Plus généralement, et par extension, la digression revêt une symbolique tragique, celle de l’inconstance du sort, de la fatalité, de l'imprévu, voire de l'intervention divine. Dans L’Art de la tragédie, Jean de La Taille se dit influencé à digresser par sa muse,.

### Égarement du lecteur
La digression est souvent mise en place pour conduire le lecteur à adopter une posture ou une attitude recherchée. dans ses Essais, Michel de Montaigne tisse un véritable « jeu de piste » destiné à faire errer le lecteur :
ex. : « Ceste farcisseure, est un peu hors de mon theme. Je m'esgare : mais plustost par licence, que par mesgarde : Mes fantasies se suyvent : mais par fois c'est de loing : et se regardent, mais d'une veuë oblique » [sic] — Michel de Montaigne, Essais, livre III
Selon Gisèle Mathieu-Castellani, cette façon de perdre le lecteur pour le conduire vers un but recherché, est lié au genre du dialogue, inauguré par Platon, Sénèque (Lettres à Lucilius), Cicéron (Épîtres familières) ou Plutarque (Propos de table).

## Usage métadiscursif

### Subversion et transgression de genre
Selon Aude Déruelle, dans Balzac et la digression. Une nouvelle prose romanesque, « La digression se définit (…) comme une séquence textuelle programmant un effet de longueur à la lecture, signalé par la présence d’un métadiscours (plus ou moins développé) jouant le rôle d’une cheville démarcative qui souligne l’écart par rapport à la trame narrative ». Elle naît véritablement chez les romanciers de l’anti-roman, comme Sterne, Fielding, ou Diderot, pour qui la digression devient un moyen poétique de montrer les mécanismes invraisemblables du roman classique, un « modèle d’insertion du savoir ». Autrement dit, la digression est un ressort critique de la part de l'auteur, vis-à-vis du genre littéraire concerné, mais aussi de son époque et de ses canons esthétiques. Par le jeu de la digression, l'auteur peut aussi ajuster sa posture ; elle est en somme, pour Randa Sabry, une « donnée litigieuse qui trouble le système rhétorique, mais lui permet aussi à chacune de ses étapes de définir son propre degré de rigueur normative dans l'élaboration du discours idéal. » En d'autres mots, l'auteur peut fournir des informations sur sa personnalité et chaque digression est autant de fenêtres ouvertes sur les pensées de celui qui écrit. En résumé, pour Aude Déruelle, la digression se décline en quatre principales fonctions littéraires transgressives : mettre en scène le personnage de l’auteur (l'auteur se raconte), permettre un espace intertextuel (l'auteur joue avec les codes classiques, et en faisant des allusions aux œuvres antérieures), fonder des pratiques d’écriture nouvelles (la digression est le lieu textuel de l'innovation), créer un matériau littéraire nouveau pour finir (la pratique digressive ne respecte pas de règles définies).
Par exemple, l’écriture de Honoré de Balzac, qui fait de la digression un outil narratif nouveau et innovant, par rapport à la pratique antérieure de ce procédé, est révélatrice des potentialités de la figure. Balzac l’utilise pour légitimer le genre romanesque, pour en faire « un roman sérieux, c’est-à-dire, dans une perspective pragmatique, un roman que l’on prend au sérieux ». Chez Balzac, « le mot même de « digression » est associé à une pose du narrateur non plus ironique et critique, mais sérieuse et empreinte de dignité. » Selon Aude Déruelle, il existe deux types de fonctions pour la digression : une fonctionnalité diégétique (qui concerne l’organisation et la compréhension du récit), et une fonctionnalité dite esthétique, cette dernière renvoyant « à la conception que l’auteur a du roman. » Chez Balzac, ce sont surtout les incipits qui usent de digression et ce afin de préparer le lecteur au drame à venir. La digression est alors employée comme analepse, ce qui permet à l'auteur d'exposer des faits antérieurs au texte, dans l'optique générale de La Comédie humaine.

### Épiphrase

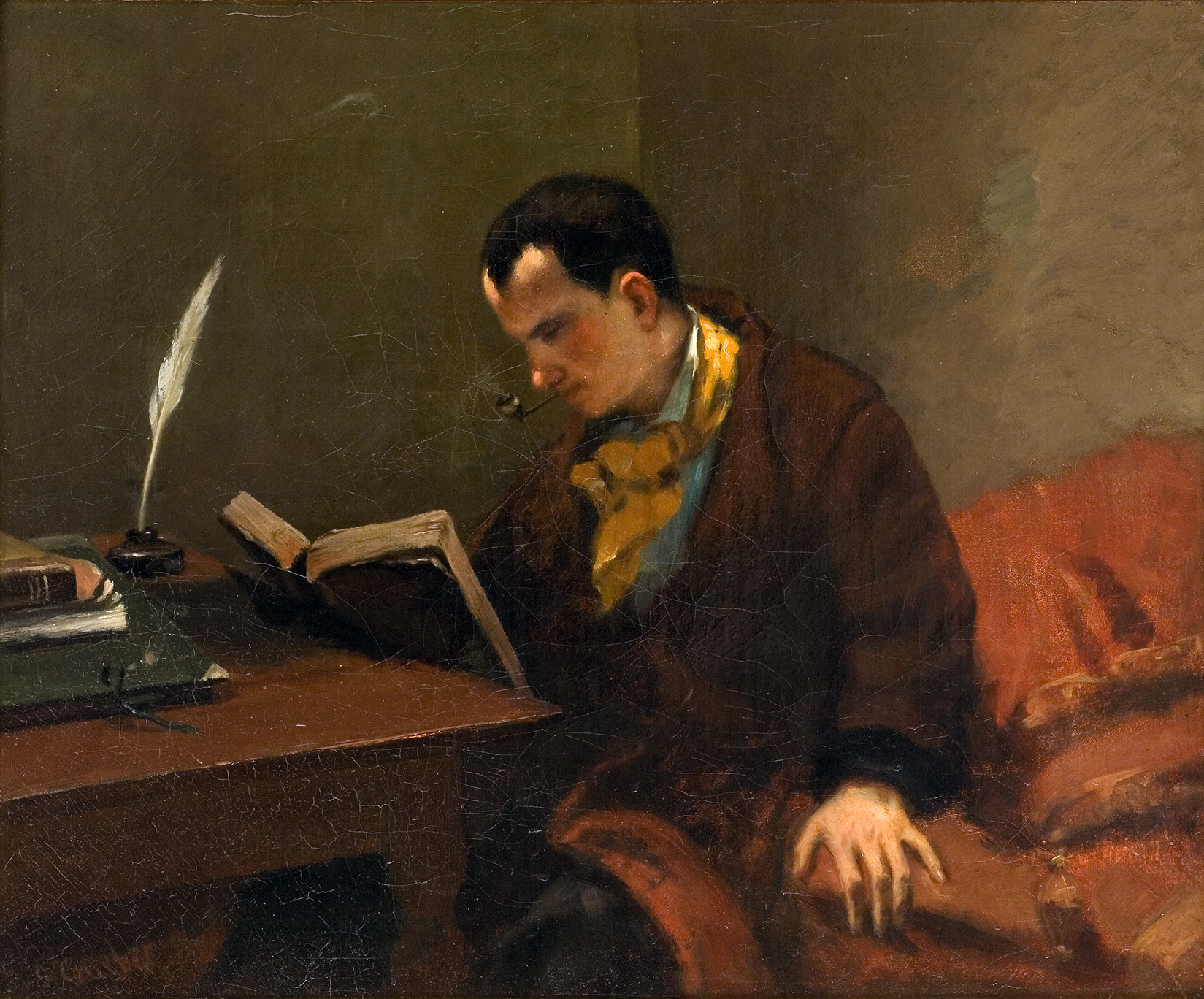
Portrait de Charles Baudelaire par Gustave Courbet).

Charles Baudelaire, dans son essai des Paradis artificiels, use de la digression comme moyen privilégié de présenter le projet de l'auteur au lecteur. Les moments digressifs, comme la rencontre de la jeune Anne, l'épisode du Malais, le rêve de Tite-Live, ne servent pas d'ornements littéraires, mais permettent à l'auteur de se dire. La figure employée n'est plus, dans ce cas, la digression mais l'épiphrase et qui est, d'autre part, souvent confondue avec celle-là alors que cette dernière est davantage une « figure de discours ». Il s'agit d'un ressort narratif différent qui consiste en une pause du récit destiné à présenter des propos assumés par l'auteur ou le narrateur, ou les deux lorsqu'ils sont confondus. Si le procédé est similaire (interruption, de longueur variable, du récit), la finalité diffère ; dans l'épiphrase, la suspension de l'action principale ouvre sur la prise de parole de l'auteur, au sein de son œuvre. Cette prise de parole répond à plusieurs motivations, qu'elles tiennent de la remarque, de l'avis, du goût, voire de la manipulation du lecteur. Par exemple, Baudelaire motive son geste en expliquant qu'« Il est bon d'ailleurs que le lecteur puisse de temps en temps goûter par lui-même la manière pénétrante et féminine de l'auteur. » L'épiphrase permet donc à Baudelaire de se donner à voir un temps au lecteur. La recherche d'une pause esthétique, tenant de l'écriture artiste (courant littéraire pour lequel l'écriture n'a pour seule finalité qu'elle-même), peut aussi expliquer l'insertion d'un commentaire de l'auteur : « Ici le ton du livre s'élève assez haut pour que je me fasse un devoir de laisser la parole à l'auteur lui-même » explique Baudelaire, qui ajoute ailleurs dans son essai : « Les pages suivantes sont trop belles pour que je les abrège ».
L'épiphrase introduite par une digression peut également permettre une réflexion de portée poétique, c'est-à-dire qui interroge l'écriture, le discours et la finalité de la littérature ou du genre concerné, voire qui vise à interroger le mécanisme digressif lui-même. Ainsi, pour Randa Sabry, « un digressionniste est tout à la fois praticien et théoricien de la digression ». L'écart digressif qui laisse place au commentaire d'auteur permet la survenue de sa subjectivité qui participe à l'effet de réel (dans le cas des discours pensés comme tels, par exemple autobiographiques notamment) remarque Roland Barthes, qui parle d'« écriture en miroir ». Cet usage particulier de la digression, dite alors « discursive » (car ne présentant pas une action parallèle à celle de la diégèse) peut s'étendre au paratexte et consister en des commentaires techniques sur la composition du texte, sur sa genèse et sur sa finalité (elle est alors autoréférentielle), ou en des adresses faites au lecteur. Laurence Sterne fait ainsi dire à son narrateur, dans Vie et opinions de Tristram Shandy, gentilhomme :

« Pourvu que l'on ne sorte pas du sujet que l'on traite, on peut faire telles excursions que l'on veut, à droite ou à gauche, cela ne saurait proprement s'appeler une digression »

— Laurence Sterne, Vie et opinions de Tristram Shandy, gentilhomme.

## Genres concernés

### Poésie
Selon Ronsard, dans ses Odes, la digression est signe d'« inconstance » car elle est une figure « vagabonde ». Pour les poètes de la Renaissance, le digression n'est autorisée que lorsqu'elle est « érudite », c'est-à-dire quand elle renvoie à un auteur, par une allusion littéraire, ou à la tradition mythologique. Cependant, si cette méfiance vaut pour la littérature européenne, d'inspiration gréco-latine, la poésie arabe fait de la digression un art subtil. Farid Al-Din Attar mêle de multiples digressions dans son récit allégorique en vers du XIIe siècle le Mémorial des hommes de Dieu (Tadhkirat al-Awliya), ainsi que dans son poème religieux La conférence des oiseaux.
Dans la poésie à contraintes, Jacques Roubaud fait du procédé digressif un ressort d'invention infinie. Expliquant : « Je résiste rarement à une digression », il y voit davantage des insertions ou des « bifurcations » permettant à l'esprit de l'auteur de générer son œuvre en temps réel.

### Roman

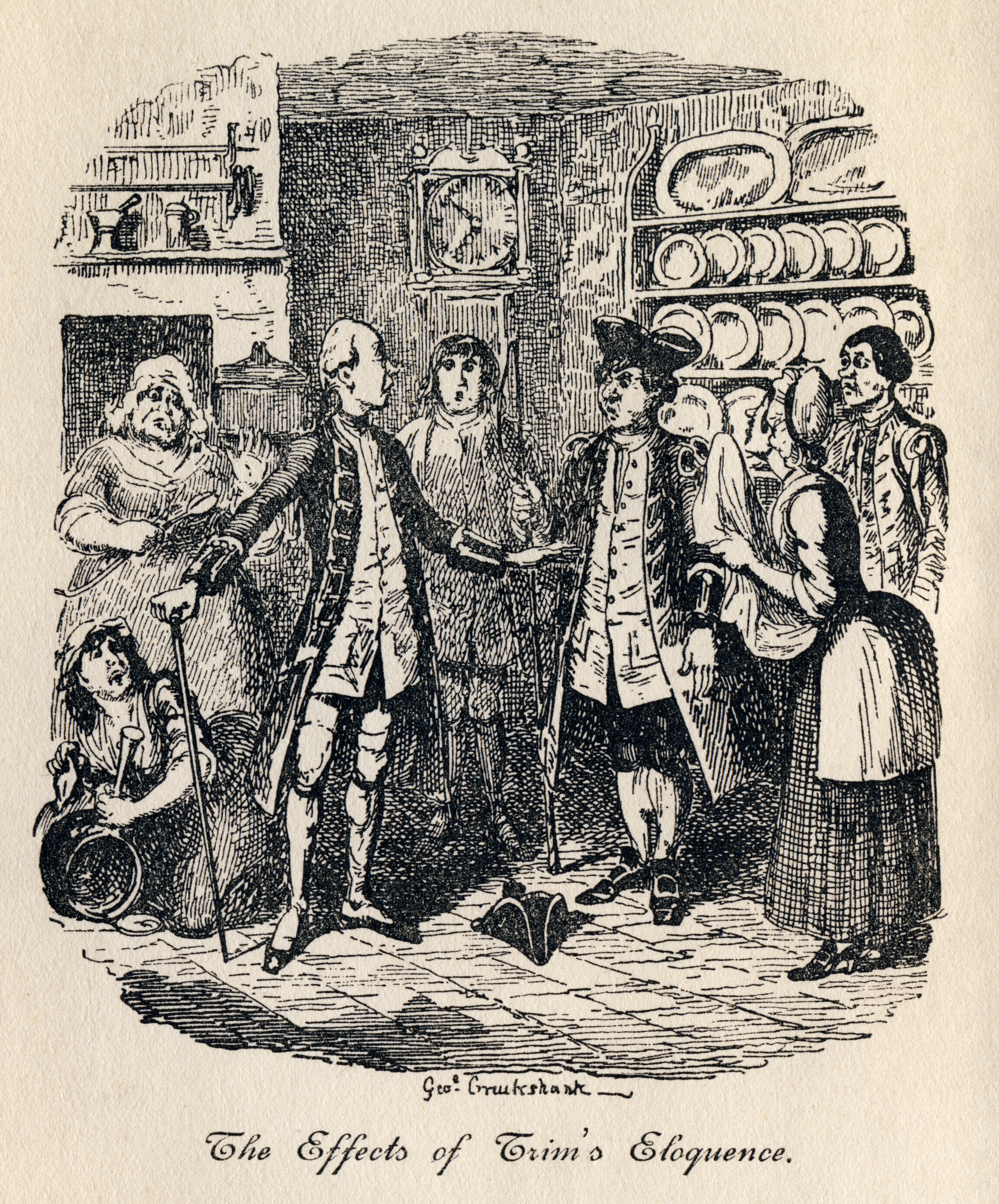
Car dans cette longue digression où le hasard m'a amené, comme dans toutes mes digressions (une seule exceptée), il y a un coup de maître d'habileté digressive, dont le mérite a été tout le temps, je le crains, méconnu de mon lecteur, — non par manque de pénétration ; — mais parce que c'est une qualité qu'il est rare qu'on cherche ou qu'on espère dans une digression ; — et c'est que, bien que mes digressions soient toutes franches, comme vous voyez, — et que je m'écarte de mon sujet aussi loin et aussi souvent qu'aucun écrivain de la Grande Bretagne (…).

Le roman est le genre privilégié de la digression. Au XIXe siècle, Victor Hugo, Honoré de Balzac et George Sand digressent, alors qu'au XXe siècle, Marcel Proust en use de manière moderne. Trois romans font de la digression un ressort romanesque sans précédent.
Le premier à recourir systématiquement au procédé est le roman Vie et opinions de Tristram Shandy, gentilhomme (1760), de Laurence Sterne, dont s'est beaucoup inspiré Denis Diderot. Le texte se présente comme une tentative d'autobiographie de Tristram Shandy. Mais le récit perd dès le début de sa consistance et de son sérieux en déviant par des digressions racontées par chaque membre de la famille Shandy. Chacun semble poursuivre une idée fixe : le père de Tristram cherche à expérimenter sur son fils sa théorie éducative, l'oncle Toby ne pense qu'à chevaucher son hobby-horse et à construire des fortifications dans son jardin, etc. Plus qu'un récit, Tristram Shandy se présente donc plutôt comme un tissage minutieux de thèmes qui se répondent, au moyen des digressions et dont l'objectif perlocutoire est de provoquer la frustration du lecteur.
Denis Diderot, dans Jacques le fataliste et son maître (publié en 1796, mais paru initialement en feuilleton dans la Correspondance littéraire de Grimm entre 1778 et 1780), use de la digression comme un véritable ressort critique du roman, souvent insérée par des quiproquos. On y distingue souvent les deux types de digressions : romanesque (histoire parallèles, gratuites ou explicatives de l'intrigue générale) et rhétorique (de l'auteur et/ou du narrateur),. Diderot organise une digression principale avec l'histoire du Marquis des Arcis et du père Hudson. Ces digressions sont davantage que « des ornements ajoutés à une trame romanesque volontairement pauvre, ils participent pleinement à l'intérêt du roman et se rattachent à sa problématique générale » souligne Jean-Jacques Robrieux. Dans le Paysan parvenu, roman de Marivaux, l'intrigue comporte plusieurs digressions, dont l'une relate l'arrestation de Jacob, le narrateur-personnage, et son passage en prison. D'après Susan Dunn, spécialiste de langues romanes, ces digressions participent de l'éducation de Jacob.
Les digressions sont abondantes dans Confessions d'un mangeur d'opium anglais (1821) de Thomas de Quincey, se rapprochant d'une « esthétique baroque » selon Janis Locas. Charles Baudelaire, dans son essai des Paradis artificiels (1860) introduit de nombreux passages de l'ouvrage de Quincey mais en retire les digressions, qu'il juge surabondantes et hors de propos, le poète ne s'intéressant qu'aux explications ayant pour sujet l'opium. Baudelaire explique que « De Quincey est essentiellement digressif (…) je serai obligé, à mon grand regret, de supprimer des hors d'œuvre très amusants (…), bien des dissertations exquises, qui n'ont pas directement trait à l'opium. »
Les romans de Jules Verne utilisent la digression pour présenter des faits scientifiques ou techniques.
Le roman moderne a réhabilité la digression, car elle permet de s'affranchir de la linéarité du texte. Chez Claude Simon par exemple, la digression a une fonction ambivalente : à la fois structurante (Les Géorgiques, 1981) ou déroutante (La Route des Flandres, 1960), selon la finalité, elle permet de faire émerger les obsessions de l'auteur. La digression participe enfin de l'esthétique de la modernité, en initiant une expansion narrative infinie et spiralaire qui va de pair avec le brouillage des voix énonciatives.

### Théâtre
C’est à Paris que je retombe !

Tout à fait à son aise, riant, s’époussetant, saluant.

J’arrive -excusez-moi– ! Par la dernière trombe.

Je suis un peu couvert d’éther. J’ai voyagé !

J’ai les yeux tout remplis de poudre d’astres. J’ai

Aux éperons, encor, quelques poils de planète !

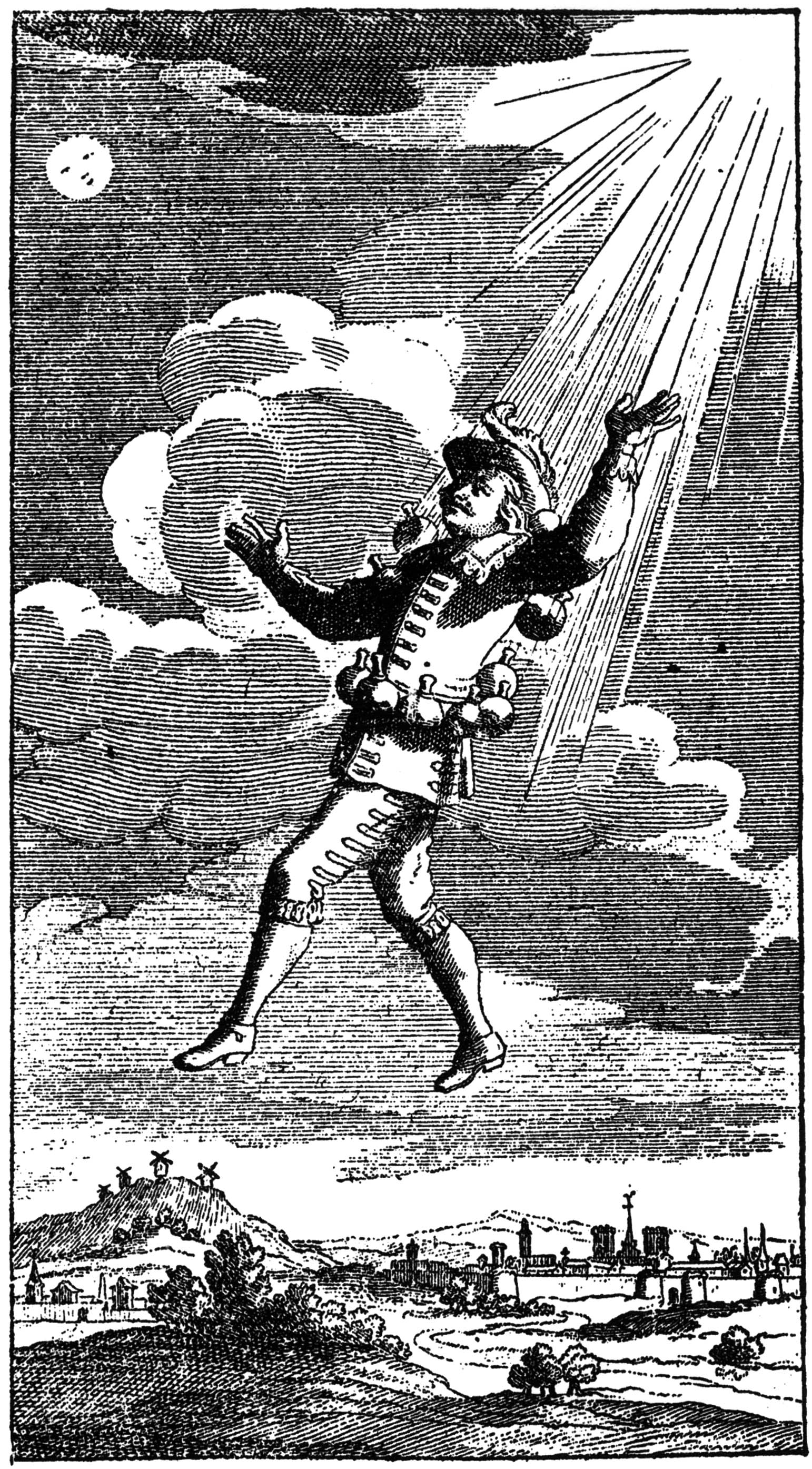
CYRANO, rayonnant

Au théâtre, la digression, lorsqu'elle consiste en un discours en marge de l'action, adressée directement au spectateur, par le principe de la double énonciation, se nomme plus spécifiquement une « parabase ». La tirade sur l'hypocrisie, dans Dom Juan de Molière (1664) est un exemple de digression dramatique. Jean-Jacques Robrieux remarque par ailleurs que la digression est annoncée, dans le théâtre grec antique, par le coryphée, qui était utilisé par l'auteur pour commenter l'action proprement dite et aider le spectateur à la suivre.
Lorsqu'elle est destinée à faire languir le spectateur, on parle de « suspension » (ou « sustentation »), comme dans la scène 13 de l'acte III de Cyrano de Bergerac d'Edmond Rostand.

### Genre épistolaire et biographique
La digression est aussi très employée dans le genre épistolaire. Elle y est alors « une manière de faire languir le destinataire » et permet de brouiller le parcours narratif. Madame de Sévigné use de cette technique dans ses lettres.
La digression peut aussi être annoncée par un titre ou un sous-titre, comme dans cette manchette des Mémoires prévenant le lecteur chez Saint-Simon :
ex. : « Digression sur le prétendu droit des fils de France de présenter des sujets pour être faits chevaliers de l'Ordre. »
L'auteur consacre ensuite plusieurs pages à ce problème, pour revenir enfin à son exposé chronologique. Dans « Quelques réflexions sur les Lettres persanes » (1721), Montesquieu explique que si la digression est à bannir dans le genre du roman, elle est au contraire autorisée dans celui de la lettre :

« Enfin, dans les romans ordinaires, les digressions ne peuvent être permises que lorsquʹelles forment elles-mêmes un nouveau roman. On nʹy saurait mêler de raisonnements, parce quʹaucuns des personnages nʹy ayant été assemblés pour raisonner, cela choquerait le dessein et la nature de lʹouvrage. Mais, dans la forme des lettres où les facteurs ne sont pas choisis, et où les sujets quʹon traite ne sont dépendants dʹaucun dessein ou dʹaucun plan déjà formé, lʹauteur sʹest donné lʹavantage de pouvoir joindre de la philosophie, de la politique et de la morale à un roman, et de lier le tout par une chaîne secrète et, en quelque façon, inconnue »

— Montesquieu, Lettres persanes.
Dans Histoire de la ma vie (1855), recueil épistolaire à dimension autobiographique, George Sand utilise les ressources de la digression pour donner à son récit l'allure d'une conversation plaisante, mais elle a aussi une finalité poétique. La digression, en tissant un réseau d'échos entre les actions passées et présentes, permet en effet la conservation du souvenir.

### Cinéma
Le cinéma s'est inspiré de l'usage de la digression fait par le Nouveau roman, notamment dans les films appartenant au courant esthétique de la Nouvelle Vague. Dans ces films, chez Jean-Luc Godard, Jacques Rivette ou François Truffaut notamment, des protagonistes nouveaux apparaissent au gré du déroulement filmique, et dès lors la caméra se met à en suivre le cheminement, jusqu'au retour à l'intrigue principale. Ces digressions, note Patrick Bacry, n'apportent rien puisqu'elles s'achèvent souvent sans raison. Dans le film Tirez sur le pianiste (1960), François Truffaut fait intervenir plusieurs personnages anecdotiques dont les parcours fortuits sont suivis par la caméra, qui revient ensuite à l'action principale. Dans Cléo de cinq à sept (1962), d'Agnès Varda, la digression consiste à suivre une scène de dispute, dans un bar, entre deux amoureux assis à une table derrière l'héroïne, Cléo.
Dans Reservoir Dogs (1992), Quentin Tarantino présente ses personnages par des digressions intérieures. Selon Barbara Klinger, dans le cinéma contemporain, la digression est une technique courante, qui répond aux canons de la culture de masse. En effet, elle a un rôle ludique et divertissant, en ménageant des pauses dans le flux linéaire de la narration.

### Musique
La musique de la période romantique utilise fréquemment la digression. C'est le cas de Chopin ou de Liszt par exemple. Les possibilités de la figure sont très semblables à celles du texte littéraire : elle établit une « dialectique de l'immobilité et du mouvement », et permet des allers-retours temporels qui densifient la narration originelle.

### Chanson
La chanson "Aragon et Castille" de Boby Lapointe utilise le ressort humoristique de la digression.[réf. souhaitée]